# برای عشقم جان می‌دهم
برای عشقم جان می‌دهم (به انگلیسی: Ishq Mein Marjawan) یک سریال تلویزیونی عاشقانه و هیجانی، ساخت هند می‌باشد. این سریال از روز ۲۰ سپتامبر ۲۰۱۷ تا روز ۲۸ ژوئن ۲۰۱۹ از شبکهٔ کالرز تی وی پخش گردید.این سریال در ایران از سال ۲۰۲۱_۲۰۱۹ با دوبله فارسی از شبکه‌های جم پخش شد.. هم اكنون بخش ميشه ٢٠٢٣
https://www.youtube.com/c/ASBAX